# La Motte-en-Bauges
La Motte-en-Bauges és un municipi francès situat al departament de la Savoia i a la regió d'Alvèrnia-Roine-Alps. L'any 2007 tenia 425 habitants.

## Demografia

### Població
El 2007 la població de fet de La Motte-en-Bauges era de 425 persones. Hi havia 182 famílies de les quals 60 eren unipersonals (32 homes vivint sols i 28 dones vivint soles), 47 parelles sense fills, 47 parelles amb fills i 28 famílies monoparentals amb fills.
La població ha evolucionat segons el següent gràfic:
Habitants censats

### Habitatges
El 2007 hi havia 291 habitatges, 187 eren l'habitatge principal de la família, 86 eren segones residències i 17 estaven desocupats. 270 eren cases i 21 eren apartaments. Dels 187 habitatges principals, 139 estaven ocupats pels seus propietaris, 41 estaven llogats i ocupats pels llogaters i 7 estaven cedits a títol gratuït; 2 tenien una cambra, 14 en tenien dues, 27 en tenien tres, 51 en tenien quatre i 94 en tenien cinc o més. 157 habitatges disposaven pel capbaix d'una plaça de pàrquing. A 86 habitatges hi havia un automòbil i a 93 n'hi havia dos o més.

### Piràmide de població
La piràmide de població per edats i sexe el 2009 era:
| Homes | Edats   | Dones |
| ----- | ------- | ----- |
| 0     | 95 o +  | 0     |
| 0     | 90 a 94 | 0     |
| 0     | 85 a 89 | 0     |
| 0     | 80 a 84 | 8     |
| 0     | 75 a 79 | 16    |
| 12    | 70 a 74 | 0     |
| 12    | 65 a 69 | 4     |
| 8     | 60 a 64 | 16    |
| 16    | 55 a 59 | 12    |
| 4     | 50 a 54 | 4     |
| 16    | 45 a 49 | 4     |
| 16    | 40 a 44 | 0     |
| 24    | 35 a 39 | 24    |
| 0     | 30 a 34 | 24    |
| 8     | 25 a 29 | 0     |
| 4     | 20 a 24 | 0     |
| 12    | 15 a 19 | 0     |
| 12    | 10 a 14 | 16    |
| 4     | 5 a 9   | 12    |
| 12    | 0 a 4   | 8     |

## Economia
El 2007 la població en edat de treballar era de 263 persones, 196 eren actives i 67 eren inactives. De les 196 persones actives 182 estaven ocupades (99 homes i 83 dones) i 14 estaven aturades (7 homes i 7 dones). De les 67 persones inactives 31 estaven jubilades, 15 estaven estudiant i 21 estaven classificades com a «altres inactius».

### Ingressos
El 2009 a La Motte-en-Bauges hi havia 184 unitats fiscals que integraven 418 persones, la mediana anual d'ingressos fiscals per persona era de 16.641 €.

### Activitats econòmiques
Dels 28 establiments que hi havia el 2007, 1 era d'una empresa de fabricació d'altres productes industrials, 8 d'empreses de construcció, 3 d'empreses de comerç i reparació d'automòbils, 1 d'una empresa d'hostatgeria i restauració, 1 d'una empresa d'informació i comunicació, 3 d'empreses immobiliàries, 4 d'empreses de serveis, 4 d'entitats de l'administració pública i 3 d'empreses classificades com a «altres activitats de serveis».
Dels 7 establiments de servei als particulars que hi havia el 2009, 1 era un taller de reparació d'automòbils i de material agrícola, 2 guixaires pintors, 2 fusteries, 1 lampisteria i 1 electricista.
L'únic establiment comercial que hi havia el 2009 era una adrogueria.
L'any 2000 a La Motte-en-Bauges hi havia 6 explotacions agrícoles.

## Equipaments sanitaris i escolars
El 2009 hi havia una escola elemental integrada dins d'un grup escolar amb les comunes properes formant una escola dispersa.

## Poblacions més properes
El següent diagrama mostra les poblacions més properes.